# Pablo Beltrán de Heredia
Pablo Telesforo Beltrán de Heredia y Castaño (Guía de Gran Canaria, 1917 - Santander, 21 de agosto de 2009) fue un escritor, editor e historiador español, además de  director de la Residencia de Estudiantes de la Universidad Internacional Menéndez Pelayo de Monte Corbán  de la Universidad Internacional Menéndez Pelayo, cofundador, junto a  Ricardo Gullón y Ángel Ferrant , del movimiento artístico Escuela de Altamira (1949-1950),  vicedirector del Centro Coordinador de Bibliotecas de la provincia de Santander, activista político a favor de la monarquía y en contra del franquismo, professor emeritus de la Universidad de Austin e Hijo Adoptivo de Santander.
Pablo Beltrán de Heredia destacó tanto por sus numerosas iniciativas culturales y de carácter político como por sus colecciones editoriales, especialmente en el campo de la poesía, y es considerado como uno de los grandes referentes intelectuales y culturales de Cantabria durante la segunda mitad del siglo XX.

## Reconocimientos
- Medalla de Honor de la Universidad Internacional Menéndez Pelayo.[5]
- Hijo Adoptivo de Santander.
- Professor Emeritus de la Universidad de Austin.